# Календар на православните църковни празници/Октомври

## Октомври
Посочени са неподвижните празници от православния календар, които всяка година се случват в един и същи ден.
- 1 октомври – * Покров на Пресвета Богородица. Св. апостол Анания. Св. преподобни Роман Сладкопевец и Иоан Кукузел
- 2 октомври – Св. свещеномъченик Киприян. Св. мъченица Юстина. Св. Андрей, юродив заради Христа
- 3 октомври – + 2 Неделя след Неделя подир Въздвижение. Св. свещеномъченик Дионисий Ареопагит.
- 4 октомври – Св. свещеномъченик Иеротей, еп. Атински
- 5 октомври – Св. мъченица Харитина. Св. преподобномъченик Игнатий Старозагорски
- 6 октомври – * Св. апостол Тома
- 7 октомври – Св. мъченици Сергий и Вакх
- 8 октомври – Св. преподобна Пелагия
- 9 октомври – * Св. апостол Иаков Алфеев. Св. преподобни Андроник и Атанасия
- 10 октомври – + 3 Неделя след Неделя подир Въздвижение. Св. мъченици Евлампий и Евлампия. Св. преподобни Теофил. Св. 26 преподобномъченици Зографски
- 11 октомври – Св. апостол и дякон Филип. Св. преподобни Теофан Начертани, епископ Никейски
- 12 октомври – Св. мъченици Пров, Андроник и Тарах. Св. преподобни Козма, епископ Маюмски
- 13 октомври – Св. мъченици Карп и Папила
- 14 октомври – * Св. мъченици Назарий, Гервасий, Протасий и Целсий. Св. преподобна Параскева — Петка Търновска (Петковден)
- 15 октомври – Св. преподобни Евтимий Нови. Св. преподобномъченик Лукиян
- 16 октомври – Св. мъченик Лонгин Стотник
- 17 октомври – + 4 Неделя след Неделя подир Въздвижение – на св. Отци от VII Вселенски събор. Св. пророк Осия. Св. преподобномъченик Андрей Критски
- 18 октомври – * Св. апостол и евангелист Лука. Св. мъченица Злата Мъгленска
- 19 октомври – + Св. преподобни Иоан Рилски чудотворец. Св. пророк Иоил. Св. мъченик Уар
- 20 октомври – Св. великомъченик Артемий
- 21 октомври – Свети Иларион, епископ Мъгленски. Свети преподобни Иларион Велики
- 22 октомври – Св. равноапостол Аверкий, епископ Иераполски
- 23 октомври – Св. апостол Иаков, брат Господен
- 24 октомври – + 5 Неделя след Неделя подир Въздвижение. Св. мъченик Арета. Св. Богородица – Всех скорбящих радост
- 25 октомври – Св. мъченици Маркиан и Мартирий
- 26 октомври – + Св. великомъченик Димитрий Мироточец (Димитровден)
- 27 октомври – Св. мъченик Нестор. Св. преподобни Димитрий Басарбовски
- 28 октомври – * Св. мъченици Терентий и Неонила. Св. преподобни Стефан Саваит. Св. мъченица Параскева
- 29 октомври – Св. преподобномъченица Анастасия Римлянка
- 30 октомври – * Св. мъченици Зиновий и Зиновия. Св. крал Стефан Милутин
- 31 октомври – + 6 Неделя след Неделя подир Въздвижение. Св. апостоли Амплий и Стахий. Св. мъченик Епимах[1]